# Sick and Twisted Affair
Sick and Twisted Affair è il secondo album in studio del gruppo musicale canadese My Darkest Days, pubblicato il 26 marzo 2012 dalla 604 Records.

## Tracce
1. Sick and Twisted Affair – 3:38 (Matt Walst, Ted Bruner, Joey Moi)
2. Save Yourself – 3:41 (Matt Walst, James Michaels, Joey Moi)
3. Casual Sex – 3:13 (Matt Walst, Ted Bruner, Joey Moi)
4. Stutter – 2:43 (Ernest E. Dixon, Roy "Royalty" Hamilton)
5. Nature of the Beast – 3:00 (Matt Walst, Jeff Johnson, Joey Moi)
6. Perfect – 3:48 (Matt Walst, Brendan McMillian, James Michaels, Joey Moi)
7. Again – 3:36 (Matt Walst, Ted Bruner, Joey Moi)
8. Gone – 3:30 (Matt Walst, Ted Bruner, Joey Moi)
9. Love Crime – 2:58 (Matt Walst, Sal Coz Costa, Cody Hanson, Reid Henry, Brendan McMillan, Doug Oliver)

Tracce bonus dell'edizione speciale
1. Rolling Stoned – 3:02 (Matt Walst, Ted Bruner, Joey Moi)
2. Casual Sex (Rock Mix) – 3:16 (Matt Walst, Ted Bruner, Joey Moi)
3. Like Nobody Else (Mountain View Remix) – 3:38 (Matt Walst, Chad Kroeger)
4. Every Lie (Acoustic) – 2:54 (Matt Walst, Neil Sanderson, Casey Marshall, Harold Hess)

Tracce bonus dell'edizione iTunes
1. Rolling Stoned – 3:02 (Matt Walst, Ted Bruner, Joey Moi)
2. Casual Sex (Rock Mix) – 3:16 (Matt Walst, Ted Bruner, Joey Moi)
3. Like Nobody Else (Mountain View Remix) – 3:38 (Matt Walst, Chad Kroeger)
4. Every Lie (Acoustic) – 2:54 (Matt Walst, Neil Sanderson, Casey Marshall, Harold Hess)
5. Porn Star Dancing (Acoustic) – 3:16 (Matt Walst, Chad Kroeger, Ted Bruner, Joey Moi)

## Formazione
- Matt Walst – voce, chitarra ritmica
- Sal Coz Costa – chitarra solista, cori
- Brendan McMillan – basso, cori
- Doug Oliver – batteria, percussioni
- Reid Henry – tastiera, chitarra ritmica, cori

Altri musicisti
- Barry Stock – chitarra in Again

## Classifiche
| Classifica (2012)         | Posizione massima |
| ------------------------- | ----------------- |
| Stati Uniti               | 29                |
| Stati Uniti (alternative) | 9                 |
| Stati Uniti (digital)     | 24                |
| Stati Uniti (hard rock)   | 4                 |
| Stati Uniti (rock)        | 11                |